# Zaruhi Postanjyan
Zaruhi Postanjyan (en armenio: Զարուհի Փոստանջյան; Ereván, 16 de enero de 1972) es una política armenia, miembro del parlamento armenio desde 2007, activista público y miembro de la junta de Heritage. Fue la jefa de la facción "Patrimonio" de la Asamblea Nacional de Armenia .

## Biografía
Se graduó del Instituto de Derecho MYUD de Ereván en 1994. Trabajó como abogada de la ONG Asociación de Helsinki, Armenia en 1998-1998. Recibió una patente sobre defensa en 1999. Fue abogada en la ONG Centro de Derechos de la Mujer en 1999-2000. Fue abogada en la Escuela Deportiva Juvenil Olímpica de Lucha Libre de Armenia. De 2000 a 2007 fue presidenta de la ONG Advocates for Human Rights y autora y presentadora del programa de televisión Advocate. Desde 1999 es miembro de la Cámara de Abogados de Armenia. El 12 de mayo de 2007 fue elegida miembro de la Asamblea Nacional de Armenia. En 2012 fue reelegida al parlamento armenio. 
Recibió un diploma, una orden y una medalla conmemorativa de la Unión Nacional Armenia Zoravar Andranik.

### Desacuerdos con el presidente Sargsyan
En octubre de 2013, cuando el presidente de Armenia, Serzh Sargsián se dirigió a la Asamblea Parlamentaria del Consejo de Europa en Estrasburgo, Postanjyan tomó la palabra para preguntarle si había visitado un casino en Europa, si era cierto que había perdido 70 millones de euros en el proceso y de dónde había obtenido el dinero. Sargsyan negó enérgicamente haber visitado un casino y, posteriormente, Postanjyan fue retirada de la delegación armenia en la Asamblea Parlamentaria. Defendiendo el derecho a la libertad de expresión de Postanjyan, el partido Heritage condenó la persecución política. Según el sitio web pro-oposición Armenianow.com, Postanjyan recibió la bienvenida como héroe de parte de sus seguidores en el aeropuerto de Zvartnots después de desafiar al presidente en Estrasburgo. La gente sostenía flores, globos y banderas de Armenia cuando venían a saludarla.

### Altercado policial
En Ereván, el 14 de mayo de 2017, el día de las elecciones municipales a las que se postulaba, la policía sacó a Postanjyan y a su hija de las oficinas de campaña del Partido de la República. Habían venido a la oficina a quejarse de la compra de votos.

## Vida personal
Postanjyan está casada y tiene tres hijos.